# Travis Green
Travis Vernon Green (* 20. Dezember 1970 in Castlegar, British Columbia) ist ein ehemaliger kanadischer Eishockeyspieler sowie derzeitiger -trainer und -funktionär, der im Verlauf seiner aktiven Karriere zwischen 1986 und 2007 unter anderem 1026 Spiele für die New York Islanders, Mighty Ducks of Anaheim bzw. Anaheim Ducks, Phoenix Coyotes, Toronto Maple Leafs und Boston Bruins in der National Hockey League auf der Position des Centers bestritten hat. Seinen größten Karriereerfolg feierte Green im Trikot der kanadischen Nationalmannschaft mit dem Gewinn der Goldmedaille bei der Weltmeisterschaft 1997. Ebenso errang er mit der Verbandsauswahl im Jahr 2007 den Spengler Cup. Seit Mai 2024 ist er als Cheftrainer bei den Ottawa Senators tätig, nachdem er in dieser Funktion bereits für die Vancouver Canucks und die New Jersey Devils aktiv war.

## Karriere

### Als Spieler
Travis Green begann seine Karriere als Eishockeyspieler bei den Spokane Chiefs, bei denen er von 1986 bis 1990 in der kanadischen Western Hockey League aktiv war. Während des NHL Entry Draft 1989 wurde er in der zweiten Runde an 23. Position von den New York Islanders ausgewählt. Nachdem der Angreifer ein Jahr bei den Medicine Hat Tigers und zwei Jahre bei den Capital District Islanders – dem damaligen Farmteam der New York Islanders – gespielt hatte, wurde er in der Saison 1992/93 in den Profikader der New York Islanders aufgenommen. Er bestritt 61 Partien in der National Hockey League, in denen ihm 25 Scorerpunkte gelangen. In der darauffolgenden Saison erhielt Green mehr Eiszeit, absolvierte 83 NHL-Spiele und erreichte 40 Punkte. In den folgenden Jahren gehörte er zum Stammpersonal der Islanders und verbesserte sich deutlich. In den Spielzeiten 1995/96 und 1996/97 erreichte er 70 respektive 64 Punkte in der regulären Saison.
Im darauffolgenden Jahr baute er jedoch ab und wurde zusammen mit Doug Houda und Tony Tuzzolino für Joe Sacco, Jean-Jacques Daigneault und Mark Janssens an die Mighty Ducks of Anaheim abgegeben. Dort gelangen ihm in 105 Spielen insgesamt 47 Punkte. Er wechselte im Jahr 1999 als Austausch für Oleg Twerdowski zu den Phoenix Coyotes. In Phoenix konnte er weiterhin nicht an die Form früherer Jahre anknüpfen und nach zwei Jahren transferierte das Management ihn zusammen mit Robert Reichel und Craig Mills für Daniil Markow zu den Toronto Maple Leafs. Während er in der Saison 2001/02 noch überwiegend gute Leistungen erbringen konnte und mit dem Team die Play-offs erreichte, gelangen ihm in der folgenden Spielzeit nur noch 24 Punkte. Für die Saison 2003/04 lief Green für die Boston Bruins aufs Eis. Er fand nicht mehr seine Form, die er in New York gezeigt hatte. Nach der Saison 2005/06, die er noch mit Boston beendet hatte, verlängerten die Verantwortlichen seinen Vertrag nicht und er wurde ein sogenannter Free Agent.
Travis Green unterschrieb danach erneut einen Vertrag bei den Ducks, denen er schon von 1998 bis 1999 angehört hatte. Nach nur sieben NHL-Spielen und zwei Scorerpunkten setzten die Ducks Travis Green auf die Waiver-Liste. Er wurde von den Toronto Maple Leafs verpflichtet, bei denen er noch 24 Partien absolvierte und keinen einzigen Scorerpunkt sammelte. Zum Saisonende boten die Leafs ihm keinen neuen Vertrag an und er blieb vereinslos, bis er im November 2007 einen neuen Arbeitgeber fand, als ihn der Schweizer Eishockeyverein EV Zug unter Vertrag nahm. In 29 Spielen gelangen ihm mit zwanzig Punkten eine gute Spielzeit in der National League A, in der er zu dem mit dem Team Canada den prestigeträchtigen Spengler Cup gewann. Nach der Saison 2007/08 beendete er seine Karriere.

#### International
Auf internationaler Ebene vertrat Green sein Heimatland Kanada bei den Weltmeisterschaften 1996, 1997 und 1998. Nachdem er mit den Ahornblättern 1996 die Silbermedaille errungen hatte, wurde im Folgejahr die Goldmedaille gewonnen. Insgesamt bestritt der Stürmer 25 WM-Partien, in denen er acht Tore und zwölf Assists erzielte.

### Als Trainer
Zur Saison 2010/11 wurde Green als Assistenztrainer der Portland Winterhawks verpflichtet. Im Verlauf der Spielzeit 2012/13 fungierte er zeitweise aufgrund der Suspendierung von Mike Johnston als Cheftrainer und General Manager der Winterhawks, nachdem er zwischenzeitlich auch den Posten des Assistenz-GMs übernommen hatte. Zur Saison 2013/14 wurde der Kanadier zum Cheftrainer der Utica Comets aus der American Hockey League ernannt.
Nach vier Jahren bei den Comets wurde Green im April 2017 zum Cheftrainer von deren NHL-Kooperationsteam, den Vancouver Canucks ernannt, wo er die Nachfolge des entlassenen Willie Desjardins antrat. In den folgenden vier Jahren führte er das Team nur einmal in die Playoffs, bevor er nach einem schwachen Start in die Saison 2021/22 im Dezember 2021 mitsamt General Manager Jim Benning und Assistenztrainer Nolan Baumgartner entlassen wurde. Seine Nachfolge trat Bruce Boudreau an.
Nach einem Hiatus von zwei Jahren kehrte er im Juni 2023 in die NHL zurück, als er als Assistenztrainer von Lindy Ruff bei den New Jersey Devils engagiert wurde. Dort wiederum wurde er nach der Entlassung von Lindy Ruff im März 2024 interimsweise zum Cheftrainer befördert. Im Mai 2024 verpflichteten ihn dann die Ottawa Senators als feste Nachfolge des ebenfalls interimsweise tätigen Jacques Martin, sodass seine Zeit in New Jersey bereits nach einem Jahr endete.

## Erfolge und Auszeichnungen
- 1996 Silbermedaille bei der Weltmeisterschaft
- 1997 Goldmedaille bei der Weltmeisterschaft
- 2007 Spengler-Cup-Gewinn mit dem Team Canada

## Karrierestatistik

### International
Vertrat Kanada bei:
- Weltmeisterschaft 1996
- Weltmeisterschaft 1997
- Weltmeisterschaft 1998

(Legende zur Spielerstatistik: Sp oder GP = absolvierte Spiele; T oder G = erzielte Tore; V oder A = erzielte Assists; Pkt oder Pts = erzielte Scorerpunkte; SM oder PIM = erhaltene Strafminuten; +/− = Plus/Minus-Bilanz; PP = erzielte Überzahltore; SH = erzielte Unterzahltore; GW = erzielte Siegtore; 1 Play-downs/Relegation; Kursiv: Statistik nicht vollständig)

### NHL-Trainerstatistik
(Legende zur Trainerstatistik: Sp oder GC = Spiele insgesamt; W oder S = erzielte Siege; L oder N = erzielte Niederlagen; T oder U = erzielte Unentschieden; OTL oder OTN = erzielte Niederlagen nach Overtime oder Shootout; Pts oder Pkt = erzielte Punkte; Pts% oder Pkt% = Punktquote; Win% = Siegquote; Resultat = erreichte Runde in den Play-offs)